# MacGyver: Lost Treasure of Atlantis
MacGyver: Lost Treasure of Atlantis is een Amerikaanse televisiefilm uit 1994, geregisseerd door Michael Vejar naar een scenario van Lee David Zlotoff en John Sheppard, met in de hoofdrollen Richard Dean Anderson, Brian Blessed en Sophie Ward.

## Verhaal
MacGyver en zijn voormalige archeologieprofessor Atticus zoeken naar de verloren schat van Atlantis maar ze krijgen ongewenste concurrentie die ze van zich af moeten schudden.

## Rolverdeling
| Acteur                | Personage          |
| --------------------- | ------------------ |
| Richard Dean Anderson | Angus MacGyver     |
| Brian Blessed         | Professor Atticus  |
| Sophie Ward           | Kelly Carson       |
| Christian Burgess     | Lord Cyril Cleeve  |
| Oliver Ford Davies    | Professor Carson   |
| Tim Woodward          | Kolonel Petrovic   |
| Kevork Malikyan       | Zavros             |
| Geoffrey Beevers      | Academy Director   |
| Hugh Quarshie         | Commissaris Rhodes |
| George Jackos         | Sergeant           |

## Productie
Anderson had 1985 tot 1992 de rol van MacGyver gespeeld in de gelijknamige televisieserie. In de televisieserie MacGyver draait het vooral om de inventieve manieren waarop MacGyver zich uit situaties redt. De film wijkt af van dit concept en heeft meer de stijl van de Indiana Jones-films.
Voor Anderson waren de films MacGyver: Trail to Doomsday en MacGyver: Lost Treasure of Atlantis zijn laatste optredens als dit personage. Anderson was overigens ook de uitvoerend producent van de twee films en het waren de eerste films die hij produceerde voor Paramount. Zelf gaf hij aan dat hij nog vervolgdelen wilde maken, maar dat is er niet meer van gekomen en Anderson ging in 1995 verder met de televisieserie Legend.
MacGyver: Lost Treasure of Atlantis werd een eerste maal uitgezonden op 14 mei 1994.
De film is opgenomen in Engeland en Griekenland. 